# Hop (vogel)
De hop (Upupa epops) is een vogel uit de familie van de hoppen (Upupidae). De wetenschappelijke naam van de soort werd in 1758 gepubliceerd door Carl Linnaeus.

## Kenmerken
De hop is gemakkelijk te herkennen aan het roodbruine verenkleed met een lange zwart gepunte kuif, die kan worden opgezet als de vogel opgewonden is. De staart en de vleugels zijn zwart en getekend met brede witte strepen. De snavel is lang en dun. Een opvallende eigenschap is de uitgesproken stank die het dier verspreidt doordat enerzijds het nest nooit wordt schoongemaakt (voedselafval en mest blijven achter) en anderzijds doordat het vrouwtje een klier heeft aan de basis van haar staart, die tijdens de broedtijd een zware stank verspreidt. Een bijnaam voor de hop is dan ook drekhaan. De hop is een insectenetende weidevogel. De roep van de hop klinkt als hoep, hoep, en hoewel het geluid niet luid is, is het toch op grote afstand hoorbaar. De lengte bedraagt 26 tot 28 cm en het gewicht 75 gram.

## Leefwijze
Zijn voedsel bestaat voornamelijk uit grote insecten, regenwormen, (naakt)slakken en spinnen, maar ook hagedissen staan op het menu.
- Een foeragerende hop

## Voortplanting
Het nest wordt gebouwd in een boomholte, waarin het wijfje ongeveer 5 eieren legt. Het wijfje en de jongen verdedigen zich tegen vijanden door deze te besproeien met een stinkende vloeistof.
Het ei van de hop is blauwgrijs tot groenbruin gekleurd. De kleur is afhankelijk van het vrouwtje: door vet uit de stuitklier op het ei over te brengen, wordt het oorspronkelijk blauwgrijze ei meer groenbruin. Dat vet wordt tijdens het broeden rechtstreeks overgebracht of via de veren op de buik. De stof heeft dankzij zijn bacteriële samenstelling een antimicrobiële werking, die het ei hierdoor beschermt tegen infecties. Hoe donkerder de stof, hoe meer "goede" bacteriën de stof bevat en hoe werkzamer.

## Verspreiding
De hop komt vooral voor in gematigd en subtropisch Europa van open bossen tot grassteppen en woestijnachtige omgevingen. Het Iberisch Schiereiland is verreweg het belangrijkste broedgebied. Hoppen worden vooral aangetroffen in stenige gebieden, op muurtjes en rond ruïnes. Ze overwinteren in Zuid-Europa en Afrika.
Er worden acht ondersoorten onderscheiden:
- U. e. epops: van noordwestelijk Afrika en Europa tot het zuidelijke deel van Centraal-Rusland, noordwestelijk China en noordwestelijk India
- U. e. saturata: van oostelijk Rusland tot Korea, Japan, centraal China en Tibet.
- U. e. ceylonensis: centraal en zuidelijk India en Sri Lanka
- U. e. longirostris: van noordoostelijk India tot zuidelijk China, Indochina en noordelijk Malakka
- U. e. major: Egypte
- U. e. senegalensis: van Senegal en Gambia tot Somalië
- U. e. waibeli: van Kameroen tot noordwestelijk Kenia en noordelijk Oeganda
- U. e. africana: van Congo-Kinshasa tot in Kenia en zuidelijk tot in Zuid-Afrika.

In Nederland is de hop een doortrekker in uiterst klein aantal die vooral in april/mei en september/oktober weleens gezien wordt. Daarnaast broedt de vogel incidenteel (0-2 paar in de periode 1992-97). In België wordt broeden ook sporadisch gesignaleerd. De hop komt in grote delen van Afrika en Azië voor (zie verspreidingskaart).

## Status in Nederland en België
Voor 1925 was de hop nog een regelmatig voorkomende broedvogel in Oost- en Zuid-Nederland. Tussen 1925 en 1940 verdween de vogel geleidelijk uit Nederland. Er waren oplevingen in de periode 1941-45 en 1966-70, met jaren waarin er 10 paar hoppen broedden. Sinds 1970 gaat het hoogstens om één of twee paar. Tussen 1989 en 1998 waren er in Nederland 264 waarnemingen van doortrekkers, met een maximum van meer dan 50 waarnemingen in de laatste 10 dagen van april. Het aantal waargenomen hoppen nam af tussen 1997 en 2007. Omdat de hop praktisch als broedvogel niet meer voorkomt, staat hij als verdwenen op de Nederlandse rode lijst.
In België broedde in 2017 een koppel met succes.  Verder is de soort net als in Nederland een vogel die vooral tijdelijk verblijft van maart tot mei en van augustus tot oktober. Vroeger broedde de vogel nog regelmatig maar dat is momenteel incidenteel. In 2021 broedde er een paartje in het Limburgse Hageven en in 2009 was er een broedend stel in Chimay.

## Status wereldwijd
De grootte van de populatie is in 2015 geschat op 5-10 miljoen vogels. Dat is inclusief de Afrikaanse hop die door de IUCN als een ondersoort van deze hop wordt beschouwd. Op de Rode lijst van de IUCN heeft deze soort de status niet bedreigd. Internationaal is het geen bedreigde soort, en staat als niet bedreigd op de internationale IUCN-lijst.